# Teens
Teens je bivša i nekad vrlo poznata rock/pop rock skupina iz Rijeke i Opatije, Hrvatska.
Skupina je osnovana 1996. godine pod imenom "Mići rokeri", a ime su promijenili 1998. kada ih uočava Mario Šimunović, nastavnik glazbe koji tada preuzima ulogu menadžera. Tijekom svoga djelovanja, nastupali su diljem Hrvatske, Bosne i Hercegovine, Slovenije i Crne Gore te su također nastupali na Dori 1999. i Dori 2000. Snimili su tri albuma od kojih je svaki album bio prodan u više od 30.000 primjeraka. Nakon što su Teensi osvojili Porin za novoga izvođača (2000.), Claudia Beni se u dogovoru s Mariom Šimunovićem odvaja od skupine. U lipnju 2003. održali su svoj posljednji nastup na Adamićevom gatu u Rijeci nakon kojeg je Daniel Beni započeo sa samostalnim djelovanjem pod imenom "Daniel Beni i »Bend«".

## Članovi
- Daniel Beni - glavni vokal, akustična gitara

- Claudia Beni - vokal, konge, razne udaraljke
- Sandro Beni - klavijature
- Eugen Srdoč - bas-gitara, vokal
- Zoran Majstorović - gitara

- Ines Cech - bubnjevi, vokal
- Danijel Peranić - bubnjevi

## Albumi
- 1999. - U tami i svjetlosti
- 2000. - Blue laguna
- 2002. - Anđeo čuvar